# Asiotmethis heptapotamicus
Asiotmethis heptapotamicus är en insektsart som först beskrevs av Zubovski 1898.  Asiotmethis heptapotamicus ingår i släktet Asiotmethis och familjen Pamphagidae.

## Underarter
Arten delas in i följande underarter:
- A. h. heptapotamicus
- A. h. extimus
- A. h. griseus
- A. h. transiens
- A. h. songoricus